# 필리핀 영어
필리핀 영어(Philippine English, 미국 영어와 유사 및 관련됨)는 미디어와 인접 아시아 국가 출신의 교육받은 필리핀인 및 필리핀에 있는 영어 학습자의 대다수가 사용하는 영어를 포함하여 필리핀 고유의 영어이다. 영어는 국가의 두 가지 공식 언어 중 하나로 학교에서 가르치며, 다른 하나는 표준화된 타갈로그어인 필리핀어이다. 해외 필리핀 영어 교사의 유입으로 인해 필리핀 영어는 한국, 일본, 태국 등 다양한 아시아 국가의 필리핀 교사가 가르치는 것처럼 극동 지역에서 배우는 다양한 영어가 되고 있다. 필리핀의 다국어 및 이중 언어 특성으로 인해 타글리시(Taglish, 타갈로그어가 주입된 영어) 및 비슬리시(Bislish, 비사야어군의 한 언어가 주입된 영어)와 같은 부호전환이 일상적인 상황에서 공식적인 상황에 이르기까지 모든 영역에서 널리 퍼져 있다.

## 같이 보기
- 제2언어로서의 영어
- 스페셜 잉글리시
- 부호전환